# Phreatia flavovirens
Phreatia flavovirens är en orkidéart som beskrevs av Paul J. Kores. Phreatia flavovirens ingår i släktet Phreatia och familjen orkidéer. Inga underarter finns listade i Catalogue of Life.